# Покераши (филм)
Покераши (енгл. Rounders) је амерички филм из 1998. који је режирао Џон Дал. Главне улоге играју: Мет Дејмон и Едвард Нортон.

## Радња
Млади студент права и хонорарни професионални картарош Мајк, који сања о новцу, слави и освајању великих покер турнира, губи значајну количину новца од шефа руског криминалног картела „Тедија КГБ-а”. Након тога, након што је дао последње од себе, Мајк одлучује да никада не узима карте у руке и враћа се учењу. Мајков пријатељ из детињства Лестер, звани Црв, који напушта затвор са огромним теретом дугова, меша се у Мајков одмерени живот и успева да стекне моћне непријатеље у својим првим данима на слободи. У покушају да спасе свог пријатеља, Мајк је приморан да прекрши обећање дато вереници и врати се у свет картарошке игре. Имају среће на неко време. Међутим, покушај да се са обичним играчима брзо прикупи потребан новац не успева. Лестер није способан да игра улогу у игри, неопходну да намами „простаке” у игру. Још горе, момци су ухваћени у превари, претучени и губе новац.
„Црв” је у бекству. Мајку је преостало само једно - да поново покуша да прикупи велику суму и брзо игра на велике улоге у казину подземља. Сви га одбијају, али у последњем тренутку његов учитељ Ејб Петровски позајмљује му 10.000 долара. Мајк поново посећује естаблишмент „Тедија КГБ-а”. Пошто је показао присебност и познавање психологије, Мајк преко ноћи враћа дуг од власника. Након што је исплатио своје кредиторе, Мајк напушта школу и одлази у Лас Вегас на „Светску серију покера”.

## Улоге
| Глумац             | Улога                 |
| ------------------ | --------------------- |
| Мет Дејмон         | Мајк Макдермот        |
| Едвард Нортон      | Лестер 'Црв' Мерфи    |
| Џон Туртуро        | Џои Книш              |
| Гречен Мол         | Џо (Мајкова девојка)  |
| Џон Малкович       | Теди КГБ              |
| Фамке Јансен       | Петра                 |
| Мајкл Рисполи      | Грама                 |
| Мартин Ландо       | Ејб Петровски         |
| Бил Јигл           | руски насилник        |
| Мелина Канакаредес | Барбара               |
| Џош Мостел         | Загош                 |
| Том Алдриџ         | судија Мариначи       |
| Мајкл Ломбард      | окружни тужилац Шилдс |
| Лени Кларк         | Савино                |
| Крис Месина        | Хигинс                |
| Горан Вишњић       | Морис                 |
| Дејвид Зајас       | полицајац Озборн      |

## Зарада
Филм је у САД зарадио 22.912.409 $.